# クロシン
クロシン（crocin）は、水溶性のカロテノイド系の色素である。クロチンとも呼ばれる。

## 構造と性質
カロチノイドは基本的に脂溶性の分子である。事実、クロシンのカロチノイドの部分であるクロセチンの部分は、比較的脂溶性が高い部分である。しかし、クロシンの場合は、水溶性の高い糖であるゲンチオビオースを、合計で2分子、エステル結合させているため、水溶性の性質を帯びている。クロシンの分子式は、C44H64O24だが、この中で電気陰性度が高く極性を持ち易い酸素原子の大部分は、ゲンチオビオースの部分に集中している。この酸素が水からの水素結合を受容でき、さらに、水酸基は水への水素結合を供与できるために、水溶性が高まっている。
また、カロチノイドは一般に、分子内に共役系が伸びており、ヒトの可視光線の波長域を吸収する。クロシンの場合もクロセチンの部分が、そのような部分である。クロシンのメタノール溶液から再結晶させた、クロシン水和物の針状結晶は赤褐色を呈し、その常圧での融点は186 ℃である。また、クロシンは温水に溶け、橙色の水溶液を与える。

## 所在
クロシンは天然に存在する化合物である。例えば、サフラン（アヤメ科）の雌しべ、クチナシ（アカネ科）の果実などに含まれる。

## 利用
クロシンは食品の着色料として、古くから用いられてきた。
- サフランライス - サフランを使用する。
- 黄飯 - クチナシの実を使用する。

## 研究
クロシンは、脳の機能や睡眠などに影響を与える。